# Махалія Джексон
Махалія Джексон (англ. Mahalia Jackson; 26 жовтня 1911, Новий Орлеан — 27 січня 1972, Чикаго) — американська співачка та музикантка, піонерка госпелу, яка багато в чому визначила сучасне звучання музики в жанрах госпел і спіричуел. Довірена особа Мартіна Лютера Кінга, Джексон боролася за громадянські права. Вона підкорила публіку на чотирьох континентах, чотири рази переповнений Карнегі Гол аплодував їй; чотири президенти слухали її: Труман, Ейзенхауер, Кеннеді і Джонсон. Джексон була запрошена в Японію і виступала перед імператором Хірохіто на його 70-річчі. Махалія Джексон перенесла «чорний» госпел з церков Чикаго на загальний огляд. В рожевій до підлоги сукні, з високою зачіскою, з ритмічним притупуванням, Махалія і її ліричне контральто уособлювали госпел.

## Біографія
Народилася 26 жовтня 1911 року на Вотер Стріт в Новому Орлеані, штат Луїзіана, третьою з шести дітей Чаріти Кларк і Джонні Джексонів. Батько працював портовим вантажником вдень і перукарем ввечері. Але по неділях ставав проповідником, особливо шанованою людиною в чорній громаді. Від батька Махалія успадкувала почуття гідності і впевненість у собі, а його проповіді зміцнили її дух. Торжествуючий спів в жанрі госпел: Swing Low, Sweet Chariot, Oh, What a Friend We Have in Jesus, був джерелом її натхнення. З раннього дитинства Махалія насолоджувалася церковною хоровою музикою в церкві Plymouth Rock Baptist, до якої належала її родина. 
У 4 роки Махалія вже співала в молодіжному хорі баптистської церкви Святої Марії (St. Moriah Baptist). Бессі Сміт, Ма Рейні і Енріко Карузо були улюбленими виконавцями сім'ї Джексон. У 5 років Махалія пережила смерть матері і разом з десятирічним братом Пітером переїхала жити до тітки Паули. Четверо інших дітей Джексон прихистили сестри покійної матері.
В дитинстві Махалія хотіла стати медсестрою. У 7 років вона допомагала Бессі, наймолодшій сестрі матері, з випадковими заробітками за два долари на тиждень: «Коли дорослі йшли з дому і я драїла підлогу, я включала записи Бессі Сміт і працювалося швидше».
«Careless Love» Бессі Сміт була її улюбленою піснею. Записів госпел тоді ще не існувало. Хоча Махалія ніколи не виконувала джаз, «королева блюзу» справила на неї сильний вплив. Пізніше вона пояснювала: «Блюз приємно слухати — це пісня відчаю. Госпел належить Богу — це пісня надії. Згадайте Давида з Біблії: „Співайте гучно й радісно Богу“. Я користуюся його порадою. Походження госпел і блюзу близьке, проте блюз зачіпає тільки серце, а госпел наповнює його божественними почуттями любові, миру і радості».
У 13 років Махалія залишила восьмий клас школи, щоб, працюючи по 10 годин у день пралею, заробити собі на життя. До підліткового віку її унікальний вокальний стиль був повністю сформований, поєднуючи глибоке звучання, динамічний ритм і виразну блюзову фразировку.

### Музична діяльність
Поворотним моментом у житті Махалії був переїзд в 1927 році до тітки Хані в Чикаго. Працюючи пралею і медсестрою в 16 років, вона важко заробляла на життя. Через кілька місяців після переїзду в Чикаго Махалія стала солісткою хору «Брати Джонсон» (Johnson Brothers) в баптистській церкві «Великий Салем» (Greater Salem Baptist Church). На її першій репетиції її почув директор хору і під враженням від почутого призначив солісткою. «Брати Джонсон» були гуртом під керівництвом трьох синів пастора Джонсона, можливо, першим професійним госпел гуртом, що співав церковну музику в Чикаго. Вони навіть виконували ряд музичних драм, написаних ними самими, в яких Махалія Джексон виконувала провідну роль.
Її кар'єра почалася з виступу у розважальній радіопередачі. В середині 1930-х хор «Брати Джонсон» розпався і Джексон почала сольну кар'єру в супроводі піаністки Евелін Гай. За рекомендацією шанувальників, які чули її голос у різних виставах, у 1932 році Джексон взяла перший і останній урок співу.
Початок 30-х років був розквітом госпелу. Джексон була офіційною солісткою найбільшої чорної релігійної організації і заробляла гроші співом на похороні, в церкві і на політичних зборах. Вона вигукувала: «Хвала Богу не потребує ні в якому мікрофоні, тільки відкрийте вікна і двері і дозвольте звуку виливатися назовні».
У 20 років Махалія Джонсон заробила 25 доларів при першому грамзаписі. У 1935 році вона познайомилася з Ісааком Хокенхалом, старшим на 10 років. У 1941 році бездітний шлюб закінчився розлученням.

### Початок кар'єри, 1937— 1945
В 1937 році Джексон зустріла піаніста Томаса Е. Дорсі — автора багатьох пісень госпел, в тому числі «Precious Lord». Відомий як «батько музики госпел», він став наставником і видавцем Джексон. Він написав понад 400 пісень госпел, які Джексон допомогла популяризувати. Саме в цей час вона присягнулася співати тільки госпел. Популярність Махалії Джексон на Середньому Заході швидко зростала, і в 1937 році вона стала першим виконавцем госпел у фірмі Decca Records, зробивши 4 записи у супроводі піаністки і органістки Естел Аллен. В цей час Decca випускає сингл God's Gonna Separate the Wheat From the Tares, але продаж йшов скромно, що призвело до перерви в записах.
У 1939 році, закінчивши косметологічний курс, Джонсон відкрила косметичний салон «Mahalia's Beauty Salon» і квітковий магазин «Mahalia's House of Flowers».
Між тим її музична кар'єра продовжувала тривалий підйом: вона почала давати концерти в таких віддалених містах, як Баффало, Новий Орлеан і Бірмінгем. Неповторний голос, чарівність і темперамент співачки отримали визнання.

### Зростання популярності, 1946—1950
На початку 1940-х зростає популярність госпел в Америці, і Джексон збільшує активність в новому виді мистецтва. Початком справжнього успіху в блискучій кар'єрі був 1946 рік, коли її запросили брати участь у симпозіумі, присвяченому витокам джазу. Там її попросили виконати кілька пісень у присутності найбільших американських музикознавців, і коли вона закінчила, зал вибухнув оваціями. Критики засипали її запитаннями і змусили співати до півночі, симпозіум був зірваний. У 1946 році Джексон підписала контракт з Аполло Рекордс, хоча її стосунки з фірмою часто були напруженими. Перші записи, включаючи «I Want to Rest» і «He Knows My Heart», пройшли настільки погано, що фірма практично не допустила їх до продажу. Наступні записи, такі як сингл «Move on Up a Little Higher», зроблені за наполяганням режисера Арта Фрімана 12 вересня 1947 року, став найбільш продаваним госпелом всіх часів. Він продавався в таких великих кількостях (1 000 000), що магазини не могли задовольнити попит. Махалія Джексон стала суперзіркою — кумиркою білих інтелектуалів і критиків джазу.
В деяких записах для фірми Аполло Рекорд вперше в музиці госпел був використаний орган Гаммонда замість звичайного самотнього фортепіано. М'який простий фон органа та повільні темпи дозволяли краще виділити незрівнянний голос Джексон, вібрато і легкі вигини її голосу. У виступах в супроводі піаністки Мілдред Фалс, органіста Ральфа Джонса, а також квартету на чолі з музичним директором Джеком Халлораном Махалія була популярна у білої аудиторії. Спів з групою Халлоран відсунув її далеко від традиційного госпел до дивного гібриду — суміші сентиментальної салонної музики і госпел.

### Вершина слави, 1950—1955
У 1950 році Махалія Джексон була запрошена в Шоу Еда Саллівана. У цей період, виконуючи госпел, вона заробляла 50 000 доларів в рік. 4 жовтня 1950 вперше співала в Карнегі-Хол і побила всі рекорди відвідуваності. Захоплені газетні критики дали чудові рецензії на її виступ. Перше Європейське турне в 1952 році Джексон змушена була достроково припинити у Бордо через сильне виснаження.
У 1952 році її запис «I Can Put My Trust in Jesus» виграла приз Французької Академії, і на завершення успішного туру по Європі виконана нею «Silent Night-Тиха ніч» стала однією з найбільш популярних в історії Норвегії і Данії. Махалія відвідала Францію, Англію, Голландію, Бельгію і Данію.
Гастролювала в Європі в 1952, 1962—1964,1971 роках. Співала в Африці, Японії та Індії в 1970 році і Ізраїлі в 1961 році.
В 1954 році Джексон почала вести власну щотижневу радіо-передачу на CBS — перша програма такого роду, що передавала госпел по ефіру США. Більше 80 записів, що гідно входять в ряд видатних госпел всіх часів, були зроблені нею за 8 років співпраці з Аполло Рекордс.
У тому ж 1954 році Махалія Джексон підписала контракт із «Columbia Records» на запис 40 госпелів, які почала з простих пісень, таких як «Rusty Old Halo». Частину госпелів вона склала сама. Фірма наполягала на великій кількості записів з оркестром і хором, що користувалося попитом у покупців, але викликало невдоволення співачки і тертя з «Columbia Records».
Проте з успіхом Махалії Джексон прийшла неминуча зворотна реакція — пуристи засуджували популярність її музики, а через зростаючу популярнісь ціна на її виступи настільки зросла, що до кінця 1950-х ніякі «чорні» церкви не могли дозволити собі запросити її.
У тому ж 1955 році кінорежисер Джулес Шверін (Jules Schwerin), підкорений співом Махалії Джексон, задумав зняти документальний фільм про її життя і творчість. Незважаючи на славнозвісну впертість співачки, він переконав її допомогти у створенні фільму, і вона навіть привезла режисера в околиці Нового Орлеана, де пройшли роки її дитинства. 
Бідність і невпевненість в завтрашньому дні залишили важкий слід і вплинули на характер Джексон. Найчастіше, вже в зрілому віці, отримуючи оплату за виступ тільки готівкою, вона йшла з концерту з 5000$, захованими в бюстгальтері. Джулес Шверін розповідав, що співачка звільнила свою постійну акомпаніаторку Мілдред Фалс за те, що та просила про підвищення заробітку до 300$ в тиждень в той час, як вона заробляла до 7000$ за ніч.

### Фестивалі, фільми, 1957—1960
Влітку 1957 року Махалія Джексон вперше виступила на Ньюпортському фестивалі джазу. Після дворічних умовлянь співачка прийняла пропозицію «Columbia Records» і в лютому 1958 року зробила запис з оркестром Дюка Еллінгтона. Вражена монументальною сюїтою про історії американських чорних «Black Brown and Beige», вперше записаною Дюком Еллінгтоном в 1944 році, Джексон написала слова до інструментальної п'єси «Come Sunday». Виконання нею цього твору стало еталоном, і Дюк Еллінгтон включив її в один з концертів «Духовної музики» — «Secret Concert». Крім того, в кінці сюїти «Black Brown and Beige» співачка виконує псалом у супроводі дуже скромного акомпанементу.
У 1958 році Махалія Джексон взяла участь у зйомках фільму «Imitation of Life». Вторинна торжествуюча поява співачки на Ньюпортському фестивалі джазу влітку 1958 року зміцнила її авторитет у музичної критики. Вона виступала у супроводі Мілдред Фалс (фортепіано), Лайлтон Мічел (орган) і Тома Браянта (контрабас). Поряд з традиційною музикою Джексон виконала популярні пісні: «Didn't It Rain», «Keep Your Hand on the Plow».

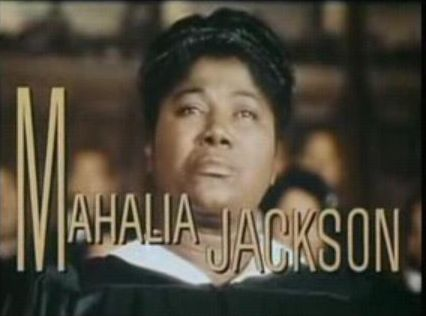
Махалія Джексон у фільмі «Імітація Життя». 1959 рік.

Між тим записи цього періоду продовжували віддаляти співачку від її основної аудиторії. Почуття імпровізації стало менш характерним для її виступів, а простота і динамічність поступилися місцем повільним ритмам і довгих фразам, запальний спів перейшов в маловиразні арії, а синкопування в ритмічну пульсацію, що стимулюється рухами.

### «Опера в церкві», 1960—1968
У 1960 році Махалія Джексон виступила на святковій церемонії в честь обрання президента Кеннеді.

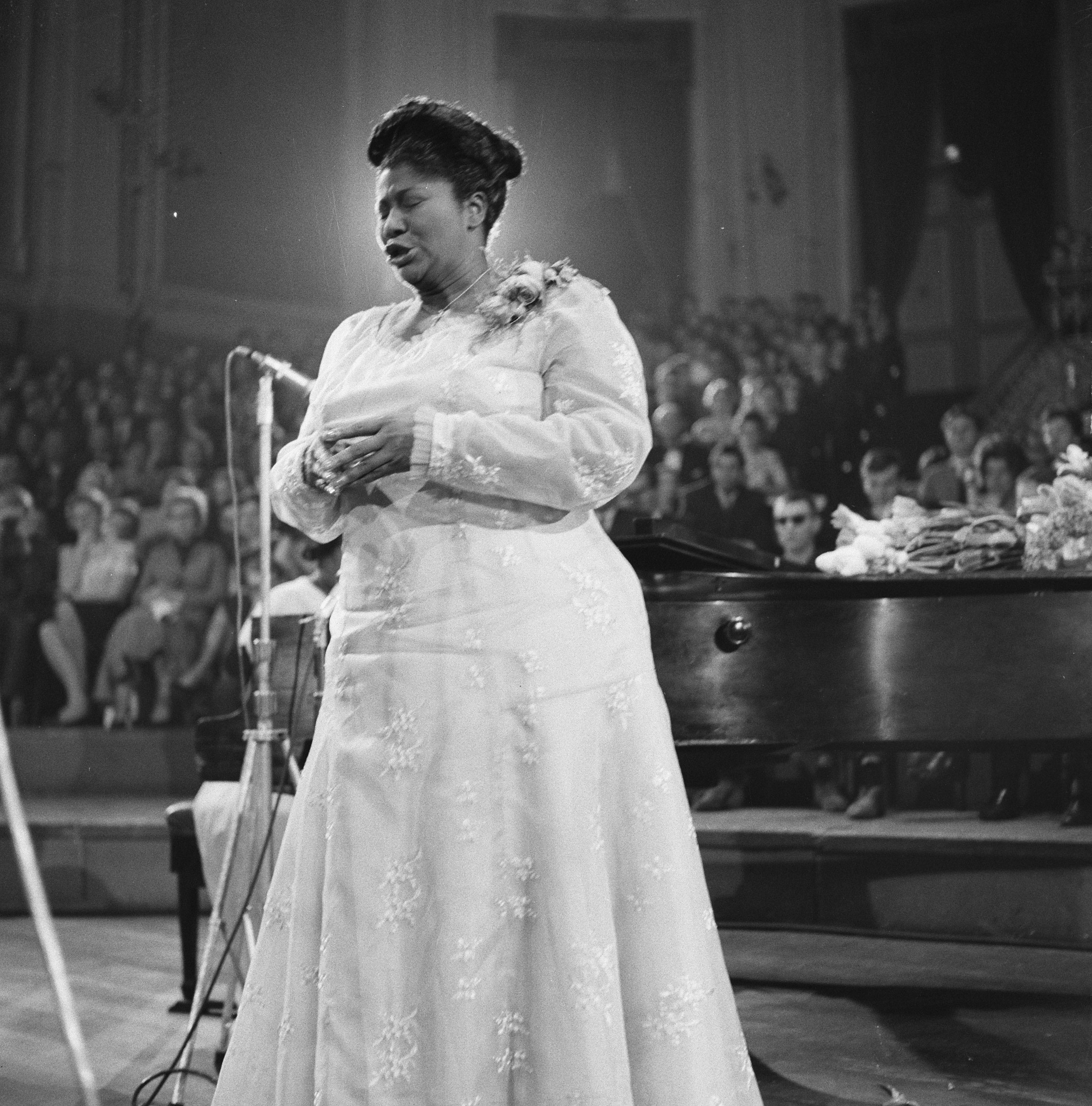
Махалія Джексон у 1961 році

Ірвін Тоунсенд, продюсер численних записів Махалії Джексон на студії «Columbia Records», згадує, що, коли фірма вирішила записати цілу платівку гімнів у супроводі великого оркестру, Джексон за кілька місяців до цього хвилювалася, стверджуючи, що вона не «оперна співачка» — адже це мав бути її перший запис з симфонічним оркестром. Але, попри стрес, запис проходив так добре, що після кожного прогону (проби) музиканти стукали смичками, висловлюючи таким чином своє захоплення співачці. Аранжування музичного керівника оркестру Персі Фейта надихали її співати як ніколи раніше. Улюбленим гімном Джексон був «Just As I Am». Запис було зроблено 21 і 22 лютого 1960 року, а наступну неділю вона провела в ліжку з застудою: «Але я послухала наш запис напередодні і для мене це було ніби я побувала в церкві».
Махалія Джексон підкорила публіку на чотирьох континентах. Чотири рази переповнений Карнегі Хол аплодував їй. Чотири президенти слухали її: Труман, Ейзенхауер, Кеннеді і Джонсон. Джексон була запрошена в Японію і виступала перед імператором Хірохіто на його 70-річчі.
У 1964 році сильно скоротила виступи за станом здоров'я і заспівала на вшанування 70-річчя Луї Армстронга в 1970 році на Ньюпортському фестивалі джазу.
У 1960-ті Джексон була прихильницею і довіреною особою Мартіна Лютера Кінга. 28 серпня 1963 року у Вашингтоні перед відомою промовою Кінга «У мене є мрія» [Архівовано 5 січня 2018 у Wayback Machine.] Джексон співала пісню «I've Been Buked and I've Been Scorned». Активна діяльність співачки в боротьбі за громадянські права закінчилася після вбивства Кінга і братів Кеннеді. 9 квітня 1968 року вона співала «Precious Lord, Take My Hand» на похоронах Кінга.

### Останні роки, 1968—1972
Вдруге Джексон одружилася з Сігмундом Галловеєм. Завдяки Сігм, його дочці від першого шлюбу, Джексон не страждала від відсутності власних дітей. Пізніше сталося брудне і дуже гучне розлучення з Галловеєм, що викликало у Джексон ряд серцевих нападів і швидку втрату понад сотні фунтів ваги.
В 1966 році вийшла в світ книга Махалії Джонсон «Movin' On Up», написана з допомогою Евана Маклеада Віліа. За роки перед смертю вона повернула багато з її колишньої слави.
Співачка брала участь у зйомках кількох фільмів, у тому числі і в «St. Louis Blues». Махалія Джексон перенесла «чорний» госпел з церков Чикаго на загальний огляд. В рожевій до підлоги сукні, з високою зачіскою, з ритмічним притупуванням, Махалія і її ліричне контральто уособлювали госпел.
Під тиском фірм грамзапису співачка поступилася принципами виконувати тільки госпел і записала кілька світських популярних пісень, таких як «What The World Needs Now Is Love», «Abraham, Martin and John», «Sunrise, Sunset» з мюзиклу «Скрипаль на даху».
Останнім у її кар'єрі був прощальний концерт у Берліні в жовтні 1971 року. 
Махалія Джексон страждала від високого кров'яного тиску на тлі цукрового діабету і померла 27 січня 1972 року у 60 років від зупинки серця. Похована в «Providence Memorial Park». Арета Франклін співала на її похороні.

## Дискографія
- Співачка записала понад 320 пісень.
- Випущено понад 108 найменувань довгограючих платівок (LP)
- Випущено згодом понад 140 різних компакт-дисків (CD)
- Записано згодом 8 DVD

## Фільмографія
- (1958) St. Louis Blues[en]
- (1959) Jazz on a Summer's Day[en]
- (1959) Imitation Of Life[en]
- (1964) The Best Man

## Нагороди
Греммі:
- 1976 «How I Got Over»
- 1972 Grammy Lifetime Achievement Award
- 1962 «Great Songs Of Love And Faith»
- 1961 «Everytime I Feel the Spirit»

У 1998 році Махалія Джексон удостоєна запису в Зал Слави Рок-н-Ролу за виконання «Move On Up A Little Higher»